# 82A trolibusz (Budapest)
{{Útvonaldiagram|Trolibusz|82A|
A budapesti 82A jelzésű trolibusz az Örs vezér tere és az Erzsébet királyné útja / Róna utca között közlekedik. A viszonylatot a Budapesti Közlekedési Zrt. közlekedteti a Budapesti Közlekedési Központ megrendelésére. A vonalon elsőajtós felszállási rend van érvényben.

## Története
2022. március 16-ától a 82-es trolibusz munkanapokon is a Mexikói útig meghosszabbítva közlekedik, ezért az Uzsoki Utcai Kórházig közlekedő csonkamenetek a 82A jelzést vették fel. 2022 júniusától a betétjárat szombat délelőttönként is jár.

## Útvonala
| Erzsébet királyné útja / Róna utca felé |
| Örs vezér tere M+H vá. – Örs vezér tere – Füredi utca – Vezér utca – Szugló utca – Róna utca – Erzsébet királyné útja / Róna utca vá.                                               |
| Örs vezér tere felé |
| Erzsébet királyné útja / Róna utca vá. – Róna utca – Erzsébet királyné útja, forduló – Róna utca – Szugló utca – Vezér utca – Füredi utca – Örs vezér tere – Örs vezér tere M+H vá. |

## Megállóhelyei
Az átszállási kapcsolatok között az azonos, de hosszabb útvonalon közlekedő 82-es trolibusz nincs feltüntetve.
| 0  | Örs vezér tere M+H végállomás                 | 17 | 10, 31, 32, 44, 45, 67, 85, 85E, 97E, 131, 144, 161, 161A, 161E, 168E, 169E, 174, 176E, 231, 244, 276E, 277 80, 81 3, 62, 62A 410, 419, 430, 440, 441, 484, 485, 486, 505, 508, 509, 510 1040, 1049, 1070, 1075, 1077, 1078 |
| 2  | Álmos vezér útja                              | 15 | 131, 144, 231, 231B 81 |
| 3  | Vezér utca (↓) Füredi utca (↑)                | 14 | 131, 144, 231, 231B 81 419 |
| 4  | Tihamér utca                                  | 14 | 131, 144, 231, 231B 81 |
| 5  | Fogarasi út                                   | 13 | 31, 130, 131, 144, 231, 231B 80, 81 |
| 7  | Gödöllői utca                                 | 11 | 81 |
| 8  | Mogyoródi út                                  | 10 | 81 |
| 9  | Egressy út / Vezér utca                       | 9  | 77, 81 |
| 10 | Komócsy utca                                  | 7  | 77, 81 |
| 11 | Fűrész utca / Szugló utca                     | 6  | |
| 12 | Szugló utca / Nagy Lajos király útja          | 5  | 32 3, 62, 62A |
| 14 | Szugló utca / Róna utca                       | 3  | |
| 16 | Tisza István tér                              | 2  | 7, 8E, 108E, 110, 112, 133E |
| 17 | Uzsoki Utcai Kórház                           | 1  | |
| 18 | Erzsébet királyné útja / Róna utca végállomás | 0  | 5, 32 3, 62, 62A, 69 |